# Ion Bîrlădeanu
Ion Bîrlădeanu (Cosmești, 1 de agosto de 1958) es un deportista rumano que compitió en piragüismo en la modalidad de aguas tranquilas.
Participó en los Juegos Olímpicos de Moscú 1980, obteniendo una medalla de bronce en la prueba de K1 1000 m. Ganó siete medallas en el Campeonato Mundial de Piragüismo entre los años 1978 y 1981.

## Palmarés internacional
| Juegos Olímpicos   | Juegos Olímpicos         | Juegos Olímpicos  | Juegos Olímpicos |
| Año                | Lugar                    | Medalla           | Evento           |
| ------------------ | ------------------------ | ----------------- | ---------------- |
| 1980               | Moscú (URSS)             | Medalla de bronce | K1 1000 m        |
| Campeonato Mundial |                          |                   |                  |
| Año                | Lugar                    | Medalla           | Evento           |
| 1978               | Belgrado (Yugoslavia)    | Medalla de plata  | K2 500 m         |
| 1978               | Belgrado (Yugoslavia)    | Medalla de plata  | K4 1000 m        |
| 1979               | Duisburgo (RFA)          | Medalla de plata  | K1 1000 m        |
| 1979               | Duisburgo (RFA)          | Medalla de oro    | K2 10 000 m      |
| 1981               | Nottingham (Reino Unido) | Medalla de plata  | K1 500 m         |
| 1981               | Nottingham (Reino Unido) | Medalla de plata  | K1 1000 m        |
| 1981               | Nottingham (Reino Unido) | Medalla de bronce | K2 10 000 m      |